# Ле-Барош
Ле-Баро́ш (фр. Les Baroches) — коммуна во французском департаменте Мёрт и Мозель, региона Лотарингия. Относится к  кантону Брие.

## География

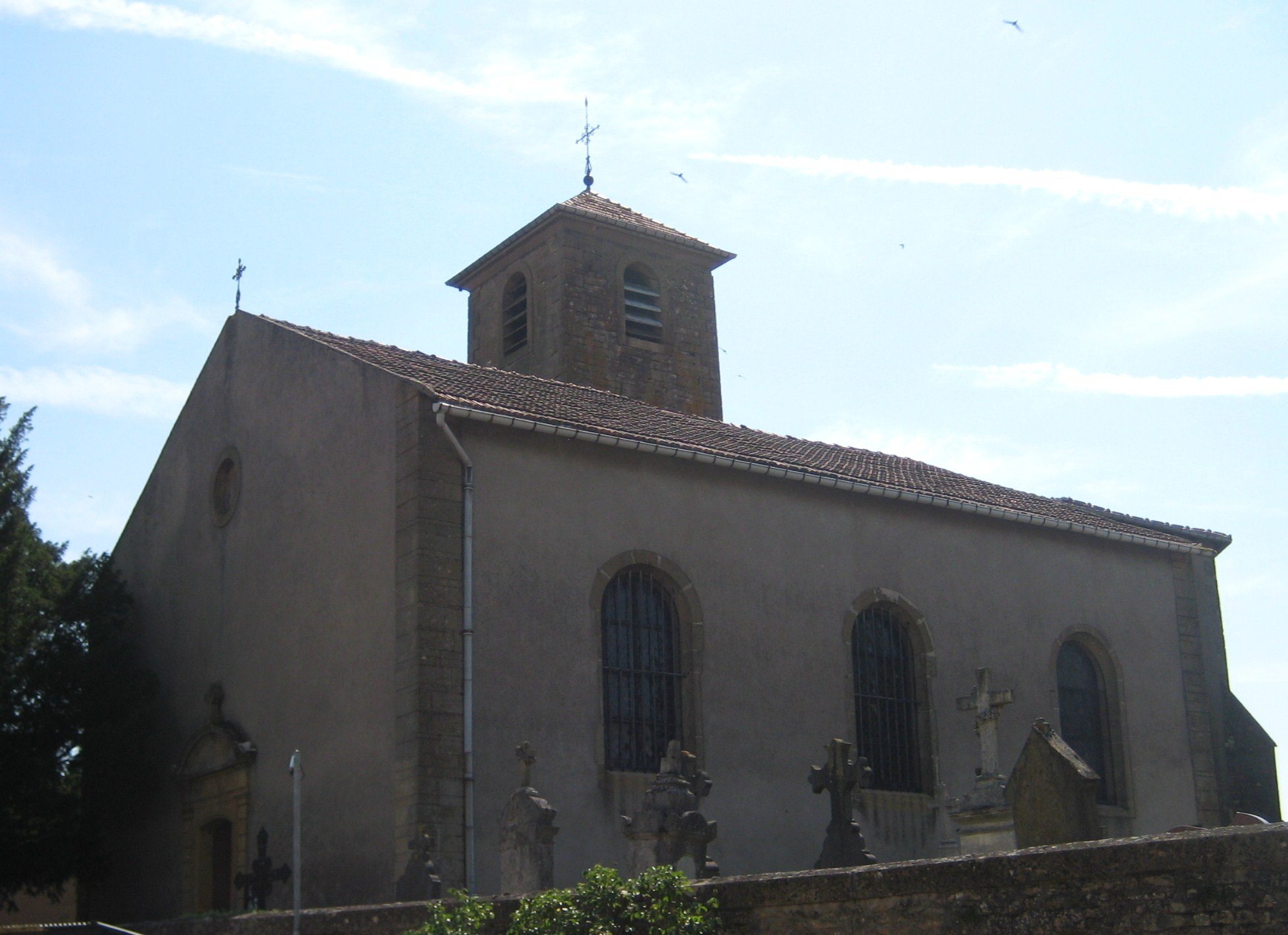
Церковь Тре-Сен-Трините-де-Женавиль.

Ле-Барош расположен в 25 км к северо-западу от Меца. Соседние коммуны: Лантефонтен на севере, Валлеруа и Муанвиль на юго-востоке, Атриз на юге, Аббевиль-ле-Конфлан на юго-западе, Мансьель, Озерай на западе, Любе и Флевиль-Ликсьер на северо-западе.

## Демография
Население коммуны на 2010 год составляло 373 человека.
| 1962 | 1968 | 1975 | 1982 | 1990 | 1999 | 2010 |
| ---- | ---- | ---- | ---- | ---- | ---- | ---- |
| 283  | 285  | 257  | 295  | 312  | 348  | 373  |